# دستگاه بلوری

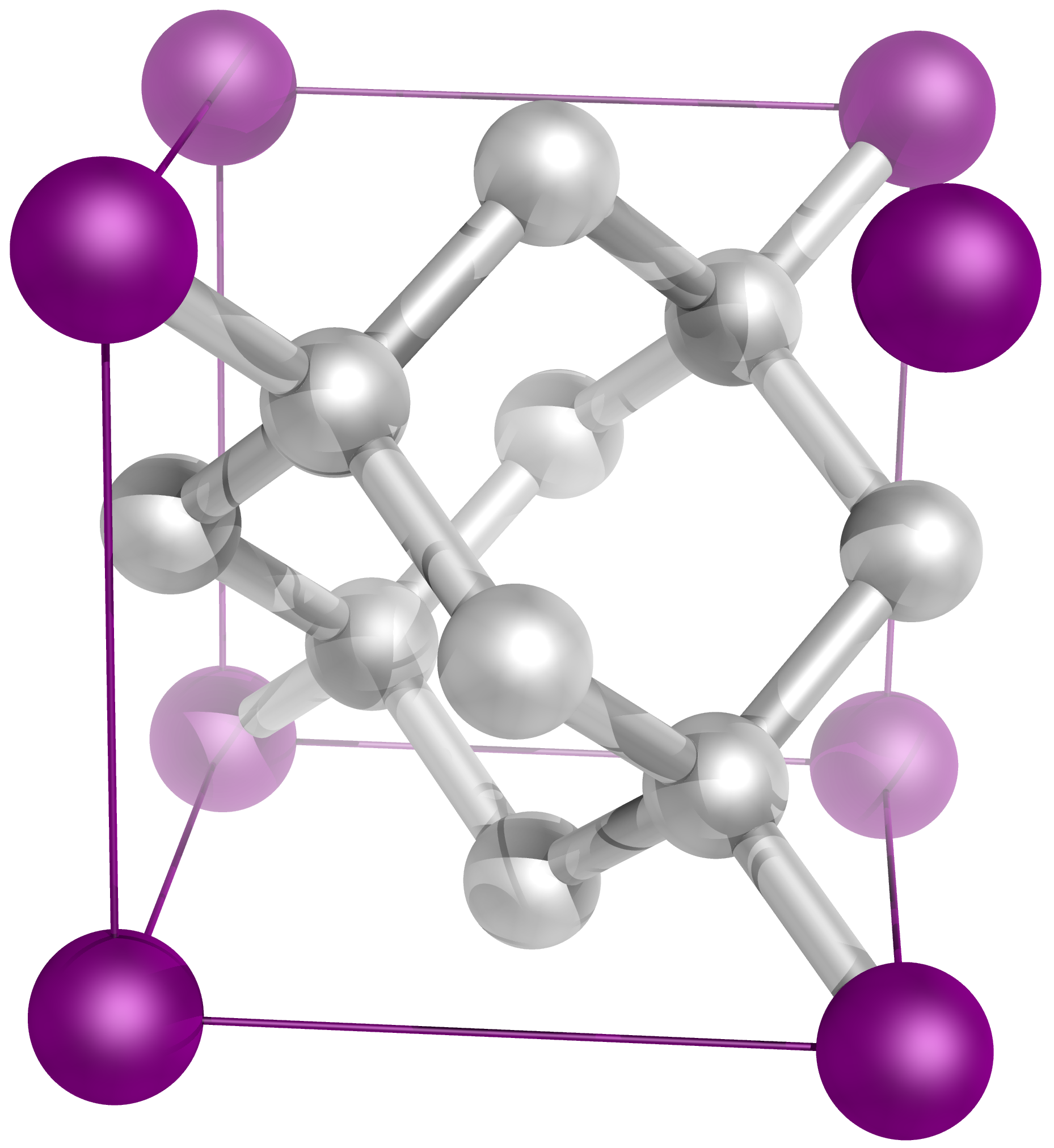
یاختهٔ الماس که در دستگاه بلوری مکعبی قرار دارد

در بلورنگاری، دستگاه بلوری یا سامانهٔ بلوری (به انگلیسی: Crystal system) به مجموعه‌ای از رده‌های بلوری (گروهی از تقارن‌های هندسی با حداقل یک نقطه ثابت) برای دسته‌بندی ساختار بلوری است. دستگاه شبکه‌ای به مجموعه‌ای از شبکه براوه‌ای (آرایه نامتناهی از نقاط گسسته) گفته می‌شود. گروه‌های فضایی (گروه‌های تقارن یک پیکربندی در فضا) بر اساس گروه‌های نقطه ای به دستگاه‌های بلوری و بر اساس شبکه‌های براوه‌ای به دستگاه‌های شبکه‌ای طبقه‌بندی می‌شوند. هفت دستگاه بلوری وجود دارد که ۱۴ شبکه براوه را دربردارد.
هفت دستگاه بلوری اصلی عبارتند از دستگاه بلوری سه‌شیب، دستگاه بلوری تک‌شیب، دستگاه بلوری راست‌لوزی، دستگاه بلوری چهارگوشه، دستگاه بلوری سه‌گوشه، دستگاه بلوری شش‌گوشه و دستگاه بلوری مکعبی. به‌طور غیررسمی، اگر دو بلور دارای تقارن‌های مشابه باشند، در یک دستگاه بلوری قرار دارند (اگرچه استثنائات زیادی وجود دارد).
| دستگاه بلوری         | شبکهٔ بلور     | شبکهٔ بلور             | شبکهٔ بلور            | شبکهٔ بلور            |
| سه‌شیب (تریکلینیک)    | تریکلینیک     |                       |                      |                      |
| تک‌شیب (منوکلینیک)    | ساده          | مرکزپر                |                      |                      |
| تک‌شیب (منوکلینیک)    | تک‌شیب ساده    | تک‌شیب مرکزپر          |                      |                      |
| راست‌لوزی (ارترمبیک)  | ساده          | قاعدهٔ مرکزپر          | مرکزپر               | وجوه مرکزپر          |
| راست‌لوزی (ارترمبیک)  | راست‌لوزی ساده | راست‌لوزی قاعدهٔ مرکزپر | راست‌لوزی مرکزپر      | راست‌لوزی وجوه مرکزپر |
| چهارگوشه (تتراگونال) | ساده          | مرکزپر                |                      |                      |
| چهارگوشه (تتراگونال) | چهارگوشهٔ ساده | چهارگوشهٔ مرکزپر       |                      |                      |
| لوزی‌پهلو (رمبوهدرال) | لوزی‌پهلو      |                       |                      |                      |
| شش‌گوشه (هگزاگونال)   | شش‌گوشه        |                       |                      |                      |
| مکعبی                | ساده          | مرکزپر                | وجوه مرکزپر          |                      |
| مکعبی                | Cubic, simple | Cubic, body-centered  | Cubic, face-centered |                      |